# 四日市市立桜小学校
四日市市立桜小学校（よっかいちしりつさくらしょうがっこう、英: Sakura Elementary School in Yokkaichi、略称：桜小）は、三重県四日市市桜町にある公立小学校。

## 概要
1875年（明治8年）に智積・佐倉連合が佐倉に校舎を新築し、人民共立仮小学校として開校した。それから5回の改称をし、昭和29（1954）年に四日市市立桜小学校と改称され、現在までその名称となっている。

## 沿革
四日市市立桜小学校の沿革史。

### 明治時代
| 年（月日）            | 出来事                                                      |
| --------------------- | ----------------------------------------------------------- |
| 明治8（1875）年 7月   | 智積・佐倉連合が佐倉に校舎を新築する。（人民共立仮小学校）  |
| 明治9（1876）年 12月  | 一揆のため校舎を焼失し、智積薬師堂を仮校舎とする。          |
| 明治12（1879）年 7月  | 西垣内斧研に校舎新築、人民共立学校2カ所となる。             |
| 明治14（1881）年 10月 | 桜中縄手に校舎を新築し、「武佐学校」となる。                |
| 明治18（1885）年 5月  | 高丘学校が武佐学校の分校となる。                            |
| 明治19（1886）年 9月  | 校舎を増築する。                                            |
| 明治20（1887）年 4月  | 「桜尋常小学校」と改称する。                                |
| 明治21（1888）年 4月  | 簡易科授産所での授業を廃止する。                            |
| 明治25（1892）年 8月  | 簡易小学校を廃止する。                                      |
| 明治34（1901）年 4月  | 現在地に校舎を移転・改築する。                              |
| 明治41（1908）年      | 「桜尋常高等小学校」と改称し、2カ年の高等小学校を併置する。 |
| 明治42（1909）年 2月  | 校舎を増築する。                                            |

### 大正時代
| 年（月日）           | 出来事             |
| -------------------- | ------------------ |
| 大正14（1925）年 4月 | 本校舎を改築する。 |

### 昭和時代
| 年（月日）            | 出来事                                                                   |
| --------------------- | ------------------------------------------------------------------------ |
| 昭和2（1927）年 1月   | 普通教室を2棟増築する。                                                  |
| 昭和2（1927）年 2月   | 特別室1棟を増築する。                                                    |
| 昭和4（1929）年 12月  | 講堂が完成する。                                                         |
| 昭和5（1930）年       | 3月1日を学校創立記念日とする。                                           |
| 昭和14（1939）年 2月  | 運動場を拡張する。                                                       |
| 昭和16（1941）年 4月  | 「桜国民学校」と改称する。                                               |
| 昭和22（1947）年 5月  | 「桜村立桜小学校」となり、桜村立桜中学校を併設する。                     |
| 昭和23（1948）年 1月  | 小学校と中学校が分離独立し、桜村父母と先生の会を結成する。               |
| 昭和29（1954）年 7月  | 「四日市市立桜小学校」となる。                                           |
| 昭和33（1958）年 11月 | 給食室が完成する。                                                       |
| 昭和38（1963）年 10月 | 体育倉庫が完成する。                                                     |
| 昭和48（1973）年 7月  | 鉄筋普通教室12教室を増築する。                                           |
| 昭和50（1975）年 4月  | 鉄筋普通教室6教室を増築する。                                            |
| 昭和52（1977）年 4月  | 桜団地造成に伴い、桜台小学校が分離独立する。                             |
| 昭和52（1977）年 5月  | 給食室を改築する。                                                       |
| 昭和53（1978）年 3月  | 特別教室・管理諸室を増築する。                                           |
| 昭和53（1978）年 6月  | 新校舎の落成式を実施する。                                               |
| 昭和55（1980）年 7月  | プールが完成する。                                                       |
| 昭和56（1981）年 2月  | 体育館が完成する。                                                       |
| 昭和56（1981）年 3月  | 集中昇降口・渡り廊下・体育倉庫・体育館北側掘り抜き湧き水塔等が完成する。 |

### 平成時代
| 年（月日）            | 出来事                                                                                           |
| --------------------- | ------------------------------------------------------------------------------------------------ |
| 平成2（1990）年 3月   | 特別教室3・普通教室6・多目的ホール・昇降口・体育館・渡り廊下・危険物倉庫・ポンプ室等が完成する。 |
| 平成4（1992）年 3月   | 普通教室6教室を増築する。                                                                        |
| 平成4（1992）年 11月  | 管理部分を改修する。（職員室・校長室・更衣室・職員便所）                                         |
| 平成5（1993）年 3月   | 体育倉庫（運動場東）が完成する。                                                                 |
| 平成6（1994）年 3月   | 中庭東部分を整備する。（カラー舗装・芝生）                                                       |
| 平成7（1995）年 4月   | 四日市市嘱託研究校に指定される。                                                                 |
| 平成12（2000）年 4月  | 障害児学級が増設される。                                                                         |
| 平成13（2001）年 2月  | 第2体育倉庫が設置される。                                                                        |
| 平成13（2001）年 3月  | プ－ルサイド改修工事が完成する。                                                                 |
| 平成14（2002）年 8月  | 北校舎側中庭学習園が設置される。                                                                 |
| 平成14（2002）年 11月 | プール北側学習園が設置される。                                                                   |
| 平成16（2004）年 2月  | プール内塗装塗り替え工事が完了する。                                                             |
| 平成16（2004）年 3月  | 西門（裏門）に門扉が設置される。                                                                 |
| 平成16（2004）年 3月  | 東門（裏門）に門扉が設置される。                                                                 |
| 平成16（2004）年 3月  | 南門（裏門）に門扉が設置される。                                                                 |
| 平成16（2004）年 3月  | 中庭への出入り口と児童昇降口のスロープが完成する。                                               |
| 平成16（2004）年 8月  | 南校舎耐震工事が完了する。                                                                       |
| 平成16（2004）年 8月  | トイレ等のバリアフリー化工事が完了する。                                                         |
| 平成18（2006）年 4月  | 通級教室（ほっと・ことば）が新設される。                                                         |
| 平成22（2010）年 10月 | 給食室が改修される。                                                                             |
| 平成25（2013）年 4月  | 四日市版コミュニティスクールの指定を受ける。                                                     |

## 校歌
四日市市立桜小学校校歌は、藤田悦子氏が作詞し、中井正義氏が補作、平良毅州氏が作曲した校歌。

## 授業
四日市市立桜小学校の授業は45分単位で行われる。1時限の授業は午前8時45分に始まり、給食の時間（午後12時30分～1時15分）と昼休憩の時間（午後1時15分～1時25分）、掃除の時間（午後1時25分～1時40分）を挟んで、5時限の授業は午後2時30分に終わる。6時限の授業は午後3時20分に終わる。一週間の授業時間は、1年生は月曜日から金曜日まで5時間の授業がある。2年生と3年生は火曜日と木曜日に6時間の授業があり、それ以外の曜日（月曜日、水曜日、金曜日）は5時間の授業となる。4年生から6年生は月曜日（クラブ活動がある場合は6時間の授業となる）と水曜日以外の曜日全てに6時間の授業があり、月曜日と水曜日は5時間の授業となる。
| 時限/休憩    | 開始時間～終了時間     | 総時間 |
| ------------ | ---------------------- | ------ |
| 朝休憩       | 午前8時～8時20分       | 20分   |
| 朝学習・朝礼 | 8時25分～8時45分       | 20分   |
| 1時限        | 8時45分～9時30分       | 45分   |
| 休憩         | 9時30分～9時40分       | 10分   |
| 2時限        | 9時40分～10時25分      | 45分   |
| 大休憩       | 10時25分～10時45分     | 20分   |
| 3時限        | 10時50分～11時35分     | 45分   |
| 休憩         | 11時35分～11時45分     | 10分   |
| 4時限        | 11時45分～午後12時30分 | 45分   |
| 給食         | 12時30分～1時15分      | 45分   |
| 昼休憩       | 1時15分～1時25分       | 10分   |
| 掃除         | 1時25分～1時40分       | 15分   |
| 休憩         | 1時40分～1時45分       | 5分    |
| 5時限        | 1時45分～2時30分       | 45分   |
| 帰りの会     | 2時30分～2時40分       | 10分   |

| 時限/休憩               | 開始時間～終了時間     | 総時間 |
| ----------------------- | ---------------------- | ------ |
| 朝休憩                  | 午前8時～8時20分       | 20分   |
| 朝学習・朝礼            | 8時25分～8時45分       | 20分   |
| 1時限                   | 8時45分～9時30分       | 45分   |
| 休憩                    | 9時30分～9時40分       | 10分   |
| 2時限                   | 9時40分～10時25分      | 45分   |
| 大休憩                  | 10時25分～10時45分     | 20分   |
| 3時限                   | 10時50分～11時35分     | 45分   |
| 休憩                    | 11時35分～11時45分     | 10分   |
| 4時限                   | 11時45分～午後12時30分 | 45分   |
| 給食                    | 12時30分～1時15分      | 45分   |
| 昼休憩                  | 1時15分～1時25分       | 10分   |
| 掃除                    | 1時25分～1時40分       | 15分   |
| 休憩                    | 1時40分～1時45分       | 5分    |
| 5時限                   | 1時45分～2時30分       | 45分   |
| 休憩                    | 2時30分～2時35分       | 5分    |
| 6時限（クラブ活動含め） | 2時35分～3時20分       | 45分   |
| 帰りの会                | 3時20分～3時30分       | 10分   |

## 学校行事
四日市市立桜小学校の学校行事の一覧。

### 1学期
| 月  | 行事名                 | 参加者       |
| --- | ---------------------- | ------------ |
| 4月 | 入学式                 | 1年生、6年生 |
| 4月 | 始業式（1学期）        | 全学年       |
| 4月 | みえスタディチェック   | 4年生、5年生 |
| 4月 | 全国学力・学習状況調査 | 6年          |
| 5月 | 遠足                   | 全学年       |
| 5月 | 観劇                   | 全学年       |
| 5月 | 体力テスト             | 全学年       |
| 6月 | 三泗小学校陸上記録会   | 6年生        |
| 6月 | 自然教室（宿泊体験）   | 5年生        |
| 7月 | 終業式（1学期）        | 全学年       |

### 2学期
| 月   | 行事名               | 参加者 |
| ---- | -------------------- | ------ |
| 9月  | 始業式（2学期）      | 全学年 |
| 10月 | 運動会               | 全学年 |
| 10月 | 三泗小・中学校音楽会 | 6年生  |
| 11月 | 修学旅行             | 6年生  |
| 11月 | 5分間走チャレンジ    | 全学年 |
| 12月 | 終業式（2学期）      | 全学年 |

### 3学期
| 月  | 行事名          | 参加者       |
| --- | --------------- | ------------ |
| 1月 | 始業式（3学期） | 全学年       |
| 1月 | チャレンジ長縄  | 全学年       |
| 2月 | 6年生を送る会   | 全学年       |
| 3月 | 卒業式          | 5年生、6年生 |
| 3月 | 修了式          | 1年生～5年生 |

### その他
これらの学校行事は行われる月や期間が毎年異なる。
| 行事名           | 参加者       |
| ---------------- | ------------ |
| 授業参観         | 全学年       |
| 社会科見学       | 3年生～6年生 |
| 家庭読書週間     | 全学年       |
| 図書館祭り       | 全学年       |
| 家庭読書強化週間 | 全学年       |

## 学校施設
四日市市立桜小学校の学校施設の一覧。
| 施設名                       | 校舎内/校舎外 |
| ---------------------------- | ------------- |
| 運動場                       | 校舎外        |
| 中庭（なかよし広場）         | 校舎外        |
| 体育館                       | 校舎外        |
| プール                       | 校舎外        |
| 多目的ホール（さくらホール） | 校舎内        |
| 学童保育所                   | 校舎内        |

## 学区
四日市市立桜小学校の学区。
| 丁番         | 全域/一部 |
| ------------ | --------- |
| 智積町       | 全域      |
| 桜台本町     | 全域      |
| 桜町西       | 全域      |
| 桜町南       | 一部      |
| 桜町北       | 全域      |
| 桜花台一丁目 | 全域      |
| 桜花台二丁目 | 全域      |

## アクセス
四日市市立桜小学校への交通アクセス。
| 種類 | 路線名   | 駅・停留所名             | 徒歩時間 |
| ---- | -------- | ------------------------ | -------- |
| 鉄道 | 湯の山線 | 桜駅                     | 16分     |
| バス | 三重交通 | 中央公園（四日市桜花台） | 17分     |

| 種類 | 路線名   | 出発地～目的地                       | 所要時間 |
| ---- | -------- | ------------------------------------ | -------- |
| 鉄道 | 湯の山線 | 近鉄四日市駅～桜駅                   | 16分     |
| バス | 三重交通 | 近鉄四日市～中央公園（四日市桜花台） | 28分     |
| バス | 三重交通 | JR四日市～中央公園（四日市桜花台）   | 44分     |